# Guerra armeno-azera
La guerra armeno-azera ebbe origine nell'unificazione dei territori caucasici in un unico Stato (Repubblica Federale Democratica Transcaucasica) dopo l'indipendenza dall'Impero russo il 24 febbraio 1918. Subito i musulmani azeri insorsero rifiutando di combattere contro altri musulmani dell'Impero ottomano in favore degli armeni. In marzo la rivolta divenne guerra aperta. Il 13 aprile Baku venne presa dalla Federazione Rivoluzionaria Armena e trasformata in Comune di Baku.

## Storia
Il 28 maggio l'Azerbaigian si separò dalla Transcaucasia alleandosi con gli ottomani nella guerra santa, con l'aiuto dei bolscevichi azeri, dando vita alla Repubblica Democratica di Azerbaigian. Per questo motivo i britannici ritennero di dover intervenire, ed alleandosi agli armeni della Comune di Baku e con il supporto della flotta britannica del Mar Caspio il 26 luglio conquistarono Baku dando vita alla Dittatura Centrocaspiana, mentre la Repubblica Democratica di Azerbaigian si ritirò sulle montagne retrostanti presso Ganja continuando la guerra su entrambi i fronti. Intanto il 4 giugno con il Trattato di Batumi l'Impero Ottomano aveva concluso un accordo di pace con la Prima Repubblica di Armenia, ma alcuni insorti armeni che rifiutavano la pace si arroccarono in Nagorno-Karabakh nella Repubblica dell'Armenia montanara da dove continuarono la guerra.
Il 15 settembre gli schieramenti si diedero battaglia a Baku dalla quale uscirono vincitori gli alleati musulmani. Ma con l'armistizio di Mudros il 30 ottobre l'Impero ottomano si arrese, lasciando gli azeri da soli a sostenere la guerra. Il 27 aprile 1920 Baku cade in mani bolsceviche, e la Repubblica Democratica di Azerbaigian poco prima di cadere sotto i loro colpi chiede l'armistizio all'Armenia, nell'agosto. I bolscevichi una volta preso il totale controllo dell'Azerbaigian continuano la guerra contro l'Armenia. Approfittando di questa comune finalità di intenti, la nuova Repubblica di Turchia il 24 settembre riaprì le ostilità con l'Armenia (guerra turco-armena). Il 29 novembre la Prima Repubblica di Armenia fu invasa dai bolscevichi, i quali col trattato di Alessandropoli posero fine definitivamente a tutte le ostilità. Tuttavia nel Nagorno-Karabakh venne rifondata la Repubblica dell'Armenia montanara, eliminata successivamente dai bolscevichi solo il 5 luglio 1921.